# حزم تصميم الخدمة
حزمة تصميم الخدمة (مكتبة البنية التحتية لتقانة المعلومات) (بالإنجليزية: Service Design Package)‏ هو مفهوم تم تقديمه في مكتبة البنية التحتية لتقانة المعلومات في الإصدار الثالث، يشير إلى الوثائق التي تحدد جميع جوانب خدمة تكنولوجيا المعلومات ومتطلباتها خلال كل مرحلة من مراحل دورة حياتها.
الأبعاد الأربع في تصميم الخدمة:
- المنظمات والأفراد.
- المعلومات والتكنولوجيا.
- الشركاء والموردون.
- تدفقات القيمة والعمليات.